# Natació sincronitzada al Campionat del Món de natació de 2013 – Rutina de solo tècnic
La prova de solo tècnic es va celebrar el 20 de juliol de 2013 al Palau Sant Jordi. Al matí va ser la ronda classificatòria, i a la tarda la final.

## Resultats
Verd: Classificats per la final
| Posició | Nedadores                | País            | Preliminar | Preliminar | Final  | Final   |
| Posició | Nedadores                | País            | Punts      | Posició    | Punts  | Posició |
| ------- | ------------------------ | --------------- | ---------- | ---------- | ------ | ------- |
| 1       | Svetlana Romaxina        | Rússia          | 96.200     | 1          | 96.800 | 1       |
| 2       | Huang Xuechen            | R.P. de la Xina | 95.100     | 2          | 95.500 | 2       |
| 3       | Ona Carbonell            | Espanya         | 94.200     | 3          | 94.400 | 3       |
| 4       | Anna Voloxina            | Ucraïna         | 92.100     | 4          | 92.900 | 4       |
| 5       | Yukiko Inui              | Japó            | 91.800     | 5          | 91.900 | 5       |
| 6       | Chloe Isaac              | Canadà          | 91.000     | 6          | 90.600 | 6       |
| 7       | Despoina Solomou         | Grècia          | 88.500     | 7          | 89.600 | 7       |
| 8       | Linda Cerruti            | Itàlia          | 88.400     | 8          | 89.200 | 8       |
| 9       | Jenna Randall            | Regne Unit      | 87.500     | 10         | 87.500 | 9       |
| 10      | Mary Killman             | Estats Units    | 88.100     | 9          | 87.300 | 10      |
| 11      | Soňa Bernardová          | Txèquia         | 84.900     | 11         | 85.200 | 11      |
| 12      | Kang Un-Ha               | Corea del Sud   | 84.400     | 12         | 85.100 | 12      |
| 13      | Margot de Graaf          | Països Baixos   | 83.400     | 13         | 83.400 | 13      |
| 14      | Pamela Fischer           | Suïssa          | 83.400     | 13         | 82.700 | 14      |
| 15      | Nadine Brandl            | Àustria         | 82.100     | 15         | 81.900 | 15      |
| 16      | Kyra Felßner             | Alemanya        | 79.100     | 16         | 80.100 | 16      |
| 17      | Etel Sanchez             | Argentina       | 78.900     | 17         | 19     | 17      |
| 18      | Jana Labáthová           | Eslovàquia      | 78.800     | 18         | 18     | 18      |
| 19      | Reem Abdalazem           | Egipte          | 77.200     | 19         | 17     | 19      |
| 20      | Jennifer Cerquera        | Colòmbia        | 77.100     | 20         | 16     | 20      |
| 21      | Irina Limanouskaia       | Belarús         | 76.800     | 21         | 15     | 21      |
| 22      | Greisy Gomez             | Veneçuela       | 75.100     | 22         | 14     | 22      |
| 22      | Malin Gerdin             | Suècia          | 75.100     | 22         | 14     | 22      |
| 24      | Kalina Yordanova         | Bulgària        | 74.900     | 24         | 12     | 24      |
| 25      | Anastasia Ruzmetova      | Uzbekistan      | 74.000     | 25         | 11     | 25      |
| 26      | Ana Cekić                | Sèrbia          | 71.500     | 26         | 10     | 26      |
| 26      | Anouk Eman               | Aruba           | 71.500     | 26         | 9      | 25      |
| 28      | Violeta Mitinian         | Costa Rica      | 71.300     | 28         | 8      | 28      |
| 29      | Kirstin Anderson         | Nova Zelanda    | 69.900     | 29         | 7      | 29      |
| 30      | Lim Hyun-Ji              | Corea del Nord  | 69.200     | 30         | 6      | 30      |
| 31      | Au Ieong Sin Ieng        | Macau           | 67.200     | 31         | 5      | 31      |
| 32      | Kerry Beth Norden        | Sud-àfrica      | 62.600     | 32         | 4      | 32      |
| 32      | Jennifer Quintana        | Cuba            | 62.600     | 32         | 4      | 32      |
| 34      | Claudia Megawati Suyanto | Indonèsia       | 61.200     | 34         | 2      | 34      |
| 35      | Dhitaya Tanabunsombat    | Tailàndia       | 55.200     | 35         | 1      | 35      |